# Karel Kristián Nasavsko-Weilburský
Karel Kristián Nasavsko-Weilburský (16. ledna 1735, Weilburg – 28. listopadu 1788, Kirchheim), byl od narození až do roku 1753 hrabě Nasavsko-Weilburský a od roku 1753 až do svojí smrti pak prvním knížetem Nasavsko-Weilburským.

## Život a tituly
Karel Kristián se narodil 16. ledna 1735 ve Weilburgu. Jeho otcem a zároveň předchůdcem byl Karel August Nasavsko-Weilburský a matka Augusta Bedřiška Vilemína Nasavsko-Idsteinská. Jeho učitelem v dětství byl jmenován Charles de la Pottrie, ten byl i později jeho významnou součástí, například v době, kdy sám Karel Kristián předal politické věci jemu a nechal se naverbovat do holandské armády. Karel Kristián byl velmi dobrým vojevůdcem a o několik let později se stal velitelem nizozemské jízdy. Od roku 1769 velel také jako polní maršál. Později se stal generálem nizozemské pěchoty a guvernérem Bergen op Zoom a Maastrichtu.
Titul hraběte zdědil po svém otci a později se mu povedlo sjednotit jeho území s územími Nasavsko-Saarbrückenskými, Nasavsko-Usingenskými a Nasavsko-Dietzskými. Od roku 1753 pak oficiálně byl prvním knížetem Nasavsko-Weilburským. Jako hrabě Nasavsko-weilburský podporoval vznik penzijních fondů pro duchovní a učitele.
Karel Kristián zemřel v roce 1788 a jeho následníkem se stal jeho nejstarší syn Fridrich Vilém (1788–1816). Ten později vládl společně s bratrancem Fridrichem Augustem a po nich vládl syn Fridricha Viléma; Vilém, zvaný také jako Vilém I.

## Manželství a potomci
Dne 5. března 1760 se v Haagu oženil s princeznou Karolínou Oranžsko-Nassavskou, dcerou Viléma IV., prince oranžského. Spolu měli celkem 15 dětí.
- Jiří Vilém Belgikus (18. prosince 1760 – 27. května 1762)
- Vilém Karel Ludvík Flamand (12. prosince 1761 – 16. / 26. dubna 1770)
- Augusta Karolína Marie (5. února 1764 – 25. ledna 1802), jeptiška
- Vilemína Luisa (28. září 1765 – 10. října 1837), ⚭ 1786 kníže Jindřich XIII. z Reussu (16. února 1747 – 29. ledna 1817)
- Fridrich Vilém (25. října 1768 – 9. ledna 1816), princ Nasavský, vládce Nasavsko-Weilburského knížectví, ⚭ 1788 Luisa Isabela z Kirchbergu (19. dubna 1772 – 6. ledna 1827)
- Karolína Louisa Bedřiška (14. února 1770 – 8. července 1828)
- Karel Ludvík (*/† 1772)
- Karel Fridrich Vilém (1. května 1775 – 11. května 1807), svobodný a bezdětný
- Amálie Šarlota Vilemína Luisa (7. srpna 1776 – 19. února 1841)
⚭ 1793 Viktor II. Karel z Anhalt-Bernburg-Schaumburg-Hoymu (2. listopadu 1767 – 22. dubna 1812)
⚭ 1813 baron Fridrich ze Stein-Liebenstein-Barchfeldu (14. února 1777 – 4. prosince 1849)
- Henrietta (22. dubna 1780 – 2. ledna 1857), ⚭ 1797 Ludvík Württemberský (30. srpna 1756 – 20. září 1817). vévoda württemberský
- Karel (*/† 1784)

Krom nich se Karolíně narodily ještě čtyři děti (1767, 1778, 1779, 1785), ty ale již při porodu byly mrtvé. Celkem se tedy dospělosti dožilo z patnácti dětí jen sedm.
Po smrti manželky Karolíny se pravděpodobně znovu oženil, s Barbarou Giesen, nicméně, toto morganatické manželství nepodporují žádné dokumenty ani záznamy, je tedy pravděpodobné, že nikdy neexistovalo.